# Оток (Церкниця)
Оток (словен. Otok) — поселення в общині Церкниця, Регіон Нотрансько-крашка, Словенія. Висота над рівнем моря: 559,2 м.